# Накацугару
Накацугару (яп. 中津軽郡 Накацугару-гун) — уезд, расположенный в префектуре Аомори (Япония).
Площадь — 246.05 км², Население — 1 454 человек (на 2015 год).

## Населённые пункты
- посёлок Нисимея

## История

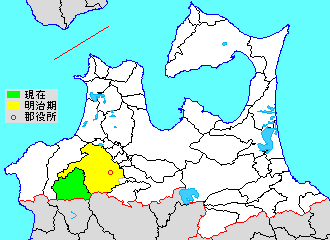
Расположение уезда на карте префектуры Аомори
зелёный — современная территория
зелёный+жёлтый — территория начала Период Мэйдзи
НП уезда:
1. Нисимея

Изначально уезд был в составе провинции Муцу. В период Реставрации Мэйдзи в 1868 году, уезд состоял из одного посёлка (ныне город Хиросаки) и 134 сёл, под контролем княжества Хиросаки. Префектура Аомори была образована 13 декабря 1871 года. Новый уезд был создан, путём выделения из уезда Цугару, 30 октября 1878 года. С созданием муниципальной системы 1 апреля 1889 года, в состав уезда вошли 1 город (Хиросаки) и 16 сёл.
Преобразования уезда:
- 1 марта 1955 года — 11 сёл были выделены из состава уезда и вошли в состав города Хиракава. Был образован новый посёлок Иваки, путём слияния сёл Оура и Комагоси.
- 1 февраля 1961 года — посёлок Иваки был выделен из состава уезда в статусе город.
- 27 февраля 2006 года — город Иваки и село Оваки вошли в состав города Хиракава.